# Brett Weston
Brett Weston (eigentlich: Theodore Brett Weston; * 16. Dezember 1911 in Los Angeles, Kalifornien; † 22. Januar 1993 auf Hawaii) war ein US-amerikanischer  Fotograf und zweiter Sohn des Fotografen Edward Weston und Bruder des Fotografen Cole Weston. Seine bekanntesten Werke entstanden bei den Dünen um Oceano, Kalifornien, eine Leidenschaft, die er mit seinem Vater Edward Weston teilte.

## Leben
Brett Weston, geboren 1911 in Los Angeles, war der zweite Sohn des berühmten Fotografen Edward Weston. Im Alter von 14 Jahren holte ihn sein Vater von der Schule und zog mit ihm in sein Foto-Studio nach Mexiko. So wurde er schon früh der Assistent des Vaters und lernte das Fotografen-Handwerk von der Pike auf. Durch seinen Vater lernte er berühmte Maler wie Diego Rivera und José Clemente Orozco und Fotografen wie Tina Modotti kennen. Diese Künstler hatten prägenden Einfluss auf seinen späteren Werdegang. Schon früh überflügelte er den Vater an Leidenschaft und Originalität und der Kurator des San Francisco Museum of Modern Art, Van Deren Coke, nannte das "Kind" buchstäblich beim Namen: "Brett Weston ist ein Jugendgenie der Amerikanischen Fotokunst."
Weston kehrte 1926 nach Kalifornien zurück und assistierte seinem Vater bei seinem Glendale Porträt Studio, wo er bereits seine eigenen Fotografien verkaufte. Seine ersten Bilder stellte  er 1927 bei der UCLA aus. Seine erste eigene Foto-Ausstellung bekam er im gleichen Jahr bei Jake Zeitlin’s Bookstore and Gallery in Los Angeles. 
Mit 18 Jahren bekam Weston bereits die volle Aufmerksamkeit der internationalen kritischen Fachpresse nachdem seine Arbeit in Film- und Foto-Ausstellungen in Stuttgart, von berühmten Fotografen wie Man Ray, Berenice Abbott, Paul Outerbridge (1896–1958), und seinem eigenen Vater begutachtet und eingeschätzt wurden.
Weston arbeitete als Fotograf ab 1936 für die Works Progress Administration und später als Kameramann für die Filmgesellschaft der 20th Century Fox in der Abteilung Kriegsfilm, bevor er 1941 dort wieder aufhörte. 
Im Jahre 1939 waren bereits seine Portfolio-Bilder von San Francisco veröffentlicht worden. Während der Armeezeit lernte er den Fotografen Arthur Rothstein auf Long Island kennen.
Nach dem Krieg und seiner Entlassung aus der US-Army, wurde Weston mit einem Guggenheim-Stipendium ausgezeichnet. Zu dieser Zeit wurde die Ostküste Amerikas sein bevorzugtes Motiv. Brett Westons erste Buchveröffentlichung erschien im Jahre 1956.
Von den 50ern bis hin zu den 70er Jahren war der Stil seiner Fotografien scharfen Wandlungen unterworfen, bis hin zur Abstraktion. Die späten 70er und 80er Jahre verbrachte er vornehmlich auf Hawaii, wo er bekannte: "In dieser Umgebung gibt es alles, was es wert wäre, dass man es fotografisch neu interpretiert." 
Am 22. Januar 1993 verstarb Brett Weston in seinem Heim auf Hawaii im Alter von 81 Jahren.

## Bücher
- Brett Weston, a Personal Selection, 1986. ISBN 0-9616515-0-4
- Master Photographer, 1989. ISBN 0-9616515-3-9
- Edward and Brett Weston: Dune, 2003. ISBN 0-9677321-2-3